# 디에고 벨라스케스
디에고 로드리게스 데 실바 이 벨라스케스(스페인어: Diego Rodríguez de Silva y Velázquez, 1599년 6월 6일 ~ 1660년 8월 6일)는 스페인의 화가이다. 대개 디에고 벨라스케스로 불린다. 바로크 시대 펠리페 4세(스페인어: Felipe IV) 궁정을 주도하던 화가였으며 초상화에 유능한 화가이기도 했다. 그는 1629년에서 1631년의 1년 반동안 미술 공부와 여행을 위해 이탈리아에서 살았다. 1649년 그는 다시 이탈리아로 여행을 떠났다. 그는 스페인 왕족 중 다수의 초상화를 그렸으며 유명한 유럽 의원을 비롯해 수많은 사람들의 그림을 그렸다. 그 작품의 절정은 그의 대표적인 작품으로 꼽히는 시녀들(스페인어: Las Meninas)(1656)이다.
19세기의 초반 동안 벨라스케스의 작품은 다른 모든 인상주의 화가들과 사실주의 화가들의 귀감이 되었으며 마네 또한 그들 중 한 명이다.

## 어린 시절
스페인 안달루시아의 세비야에서 1599년 6월 6일 태어나 세례를 받았다. 그는 포르투갈계 유태인 출신의 변호사였던 아버지 후안 로드리게스 데 실비아와 스페인의 하급귀족(Hidalgo) 출신인 헤로니마 벨라스케스 사이에서 태어났다. (스페인에서는 어머니의 혈통이 드러나게 하기 위해서 장남이 어머니의 성을 함께 쓰도록 한다.)
어렸을 때부터 그는 부모로부터 신을 경외할 것과 유능한 직업을 갖도록 교육 받았으며 특별히 언어학과 철학에 대해 많은 가르침을 받았다. 그러나 어렸을 적부터 미술에 대한 재능을 보였고 이탈리아의 화풍을 거부했던 프란시스코 데 에레라(Francisco de Herrera) 아래서 미술 공부를 시작하였다. 벨라스케스는 1년 동안 그와 함께 공부했으며 아마도 어린 벨라스케스는 에레라로부터 긴 털로 된 붓을 쓰는 법을 배운 것으로 보인다.

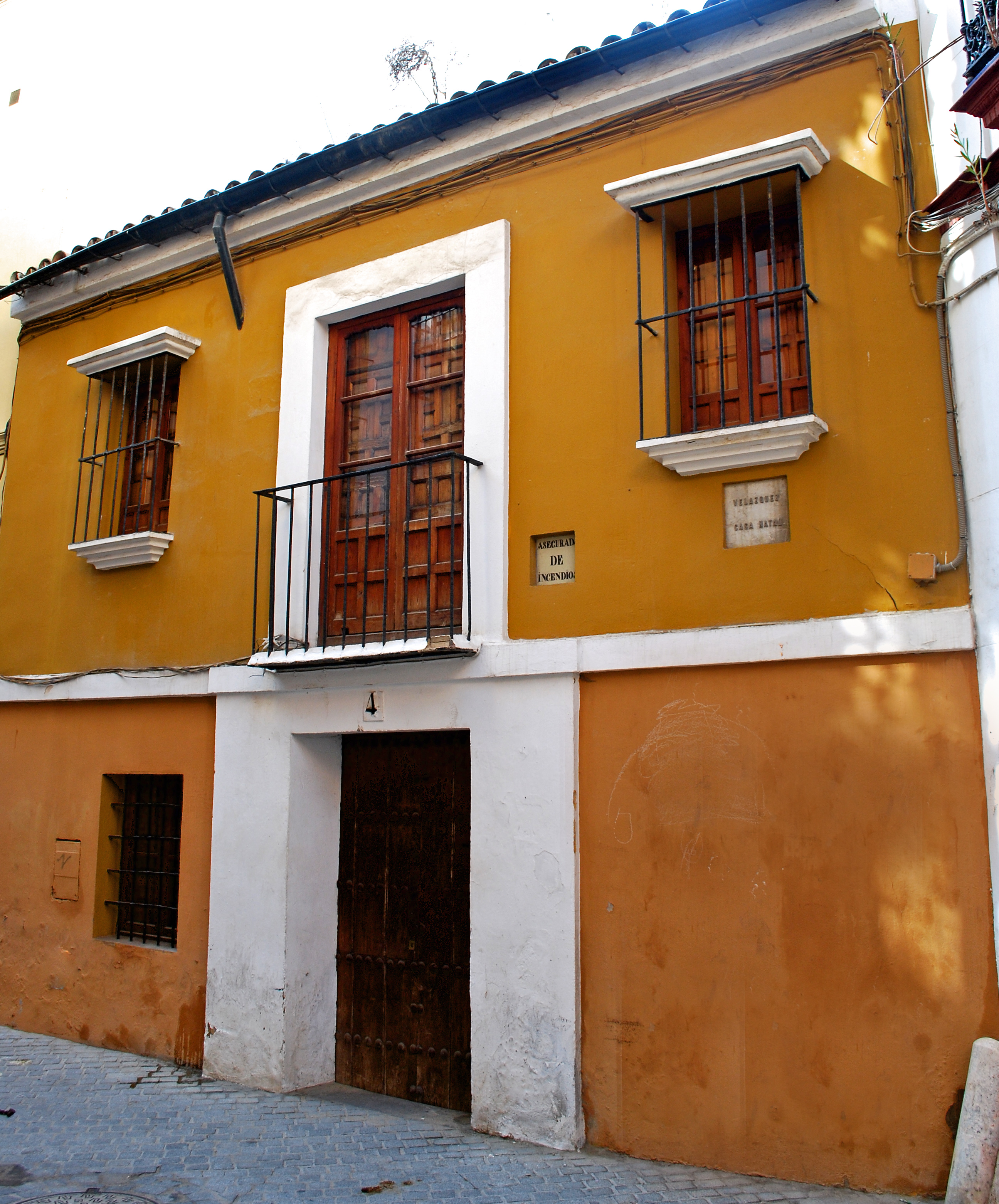
세비야에 위치한 벨라스케스의 생가

12살이 되던 해 첫 스승을 떠나면서 벨라스케스는 세비야의 예술가이자 교사였던 프란시스코 파체코 아래서 견습생으로 공부하게 되었다. 그는 파체코의 교실에 5년 동안 공부하였고 그곳에서 세비야의 화풍과 비례와 원근법 등에 대해 배웠다.

## 마드리드로
1620년대 초 세비야에서 그는 서서히 명성을 얻기 시작하였다. 1618년 4월 23일, 그는 스승이었던 프란시스코 파체코의 딸인 후안나 파체코(Juana Pacheco 1602년 6월 1일-1660년 8월 10일)와 결혼해 두 딸을 낳았다. 맏딸이었던 프란시스카 데 실비아 발레스케스 이 파체코(Francisca de Silva Velázquez y Pacheco, 1619-1658)는 1633년 8월 21일 마드리드의 산티아고 교회의 화가였던 후안 바우티스타 마르티네스 델 마소(Juan Bautista Martínez del Mazo)와 결혼하였으며 막내였던 이그나시아 데 실비아 벨라스케스 이 파체코(Ignacia de Silva Velázquez y Pacheco)는 어린나이에 일찍이 죽었다. 맏딸이 결혼하던 즈음에 벨라스케스는 그의 걸작들을 그렸다. 동방박사의 경배(스페인어: TAdoración de los ReyesThe Adoration of the Magi)에서는 성스러운 배경이 잘 묘사되어 있다.

### 마드리드와 펠리페 4세
벨라스케스는 1622년 4월 초에 왕의 사제였던 후안 데 폰세카의 추천서를 받고 마드리드로 향한다. 파체코는 벨라스케스가 시인 공고라의 초상화를 그리도록 하였다. 그는 월계수 왕관을 쓴 공고라를 그렸는데 무슨 이유가 있었는지 이후에 그의 그림이 다시 칠해졌다.
1622년 12월 왕이 가장 좋아하던 궁정 화가인 로드리고 데 비얀드란도가 죽게 된다. 이에 돈 후안 데 폰세카(Don Juan de Fonseca)가 벨라스케스를 궁정으로 오도록 명령하였다. 폰세카는 벨라스케스에게 50더컷(2005년 유로화 기준 2000유로)를 주었고 젊은 화가가 그의 집에 함께 머물도록 했다. 그림이 완성되자 폰세카의 초상화는 왕궁에 걸리게 된다. 이후 왕의 초상화를 그리라는 주문이 들어왔다. 1623년 8월 16일 펠리페 4세는 그의 앞에 앉아있었다. 하루 만에 완성된 초상화는 단지 두상 부분을 그린 것 뿐이었지만 왕과 다른 사람들 모두 그의 그림에 만족하였다. 그중 한 사람이었던 올리바레스(Olivares)는 벨라스케스의 가족 모두 마드리드로 이사할 것을 명했다. 조건은 다른 어떤 화가도 왕을 그릴 수 없다는 것과 모든 그림이 궁정에 보관되리라는 것이었다. 이듬해인 1624년 그는 왕으로부터 300두카트를 받고 마드리드로 이사온다. 이곳은 그가 죽기 전까지 머물던 장소가 된다.
말을 탄 왕의 모습이 1623년 그려졌다. 당시 벨라스케스는 매달 20더컷의 월급을 받았으며 의료비, 집세와 다른 기타 그림에 대한 수입을 보장받았다. 이 그림은 펠리페 4세가 산책하던 곳에 있었다고 전해지지만 현존하지 않는다. 다만 프라도 박물관에 1670년, 1671년 그려진 벨라스케스의 왕을 그린 초상화가 남아 있다. 그의 그림은 스페인의 화풍에 절대적인 영향을 끼친 펠리페 2세를 그린 네덜란드 출신 화가 안토니오 모르를 상시시킨다. 체감이 아주 잘 드러나게 묘사되었다. 같은 해 훗날 찰스 1세가 된 웨일스 공이 스페인 궁정을 방문하였고 벨라스케스가 왕자의 초상화를 그렸다고 하지만 이 그림 또한 사라졌다.
1628년 루벤스의 권고로 로마에 유학하여, 그곳에서 베네치아파의 영향을 받아 빛의 효과를 표현하는 절묘한 기법을 습득하였다. 정확한 사실적 묘사와 섬세한 색채를 바탕으로 한 인상주의적 경향이 특색이다. 대표 작품으로 <교황 이노센트 10세의 초상> <직녀들> <주정뱅이들> <왕녀 마르가리타의 초상> <블레더의 개성(開城)> 등이 있다.

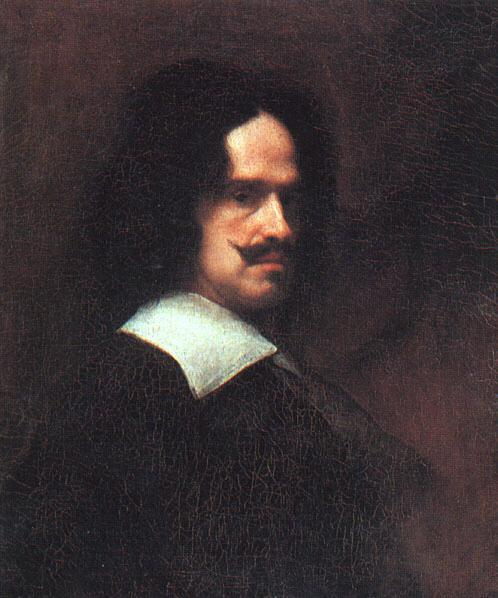
디에코 벨라스케스

## 대표작

### 브레다 성의 항복, The Surrender of Breda

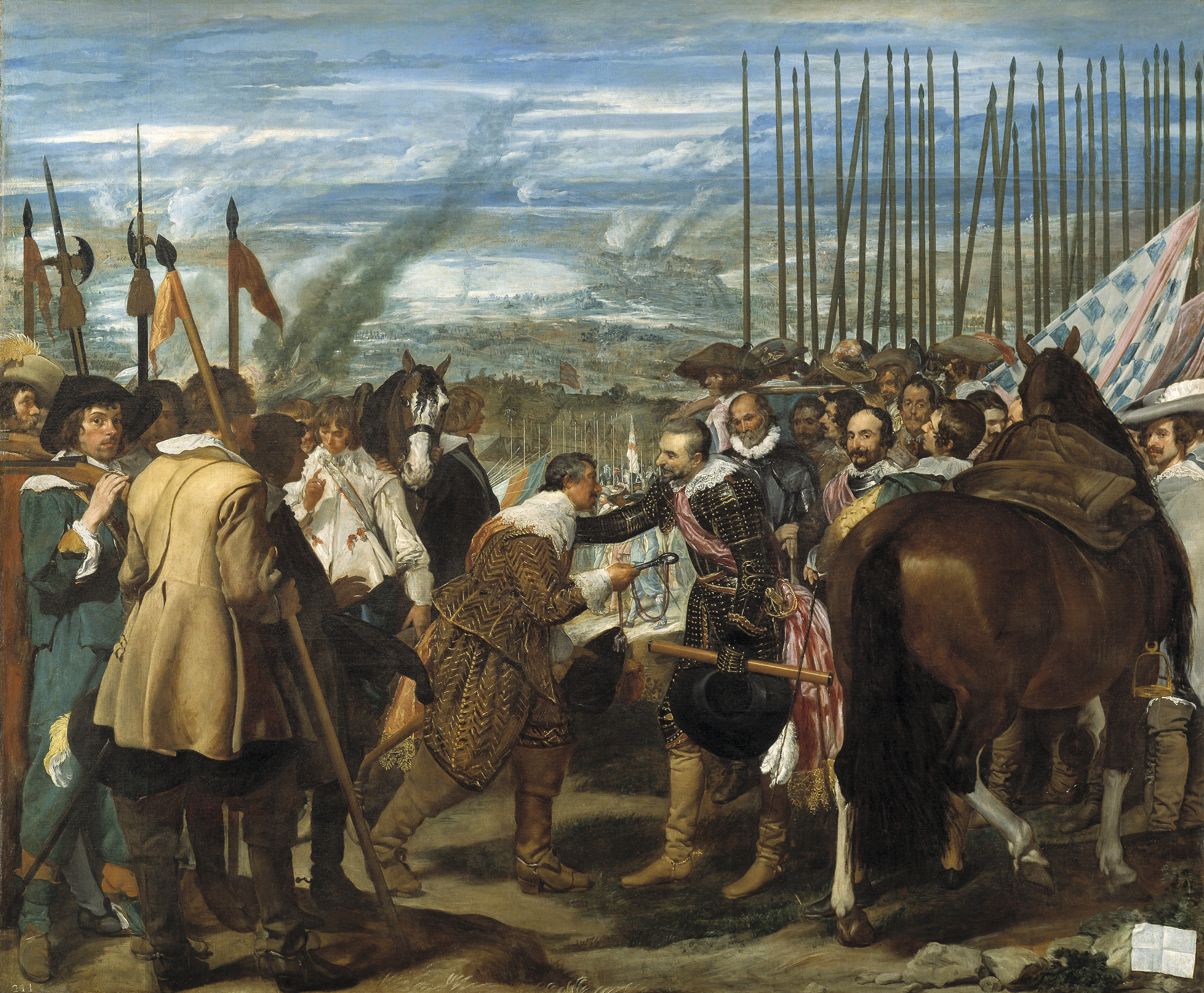
브레다 성의 항복(La rendición de Breda), 1634~1635년

왕의 별궁의 ‘여러 왕국의 사이’라는 큰 홀을 장식하기 위해 그려진 전승화(戰勝畵). 1625년, 네덜란드 남부의 요새 브레다에 대한 스페인군의 승리를 기념하여 제작한 것으로, 패배한 브레다 수비대 지휘관 유스티누스(오라녜 공 빌럼 1세의 서자)가 승자인 스페인측의 총사령관 암브로시오 스피놀라에게 성문의 열쇠를 넘겨주는 장면이 그려져 있다.
이런 종류의 전승화에서는 패군의 장군은 지면에 무릎을 꿇고 승자는 그것을 말 위에서 내려다보는 구도가 보통이지만, 이 ‘브레다 성의 항복’은 패자 유스티누스와 승자 스피놀라는 같은 지면에서 대등한 위치에 서있다. 온화한 표정인 스피놀라는, 마치 오래 사귄 친구를 대하듯이 패자 유스티누스의 어깨에 손을 올려놓고 있다. 스피놀라의 옆에 크게 그려진 말은, 그가 패자에게 경의를 표하기 위해 일부러 말에서 내린 것을 알려주고 있다. 이 같은 승자 쪽의 관대함을 이중 삼중으로 강조한 표현은 패자의 명예있는 철퇴를 용서한 스페인의 기사도정신의 승리를 알리기 위한 것이라고도 말해지고 있다.
그림의 규격은 307 cm × 367 cm이며, 현재 마드리드의 프라도 미술관에 있다. 

### 교황 인노첸시오 (이노센트) 10세, Portrait of Pope Innocent X

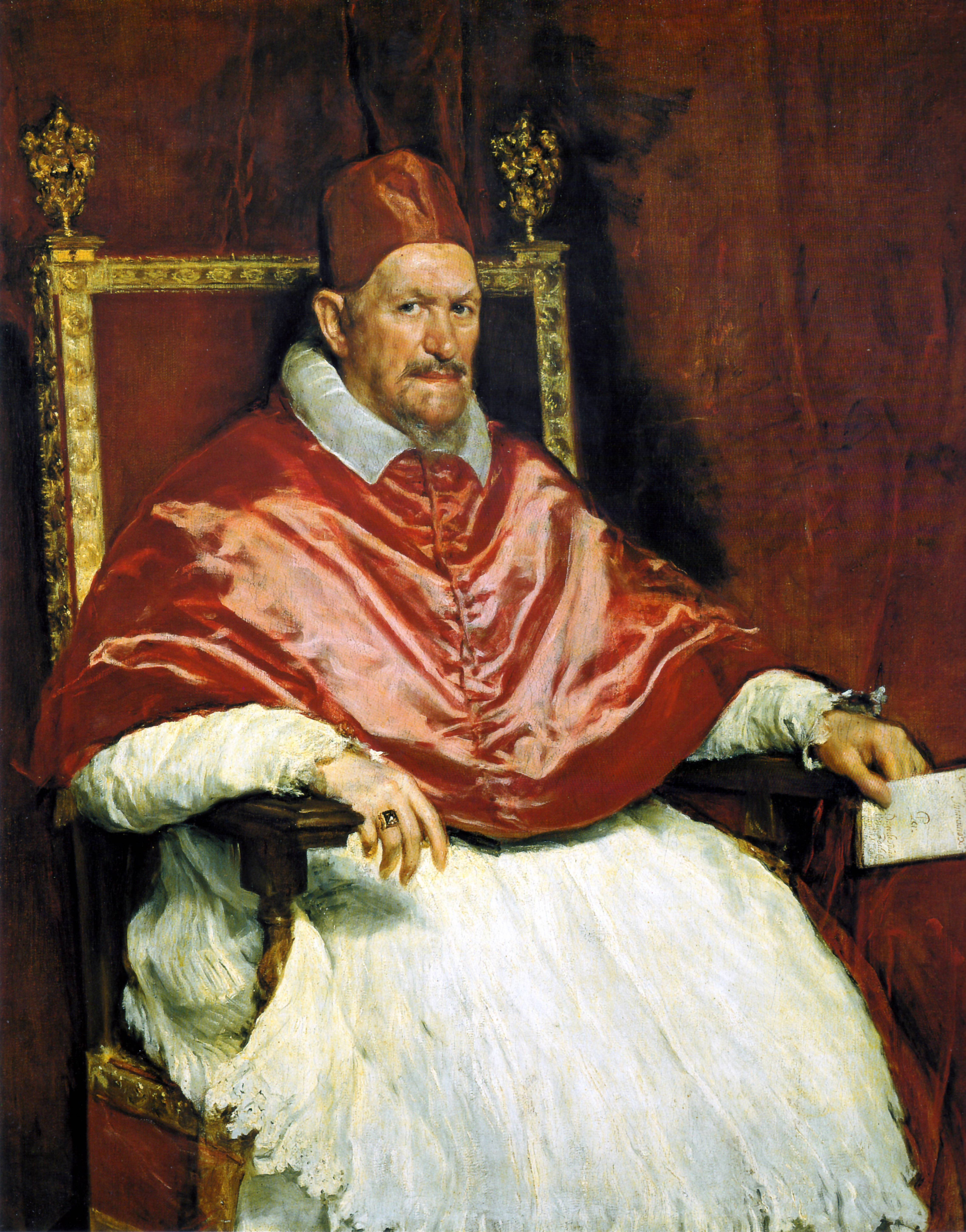
교황 인노첸시오(Portrait of Pope Innocent X), 1650년

1649년, 벨라스케스는 2번째로 이탈리아 여행을 떠나, 로마에 2년 정도 머무르게 된다. 이 사이에 그려진 교황 인노첸시오 10세의 초상은 가톨릭 최고 위치에 있는 성직자의 초상이라기보다는, 신경질적이며 교활한 한 사람의 노인의 초상처럼 묘사되어 있다. 국왕, 교황에서 익살꾼까지 어떤 모델도 냉철하게 바라보며, 인물의 내면까지 표현하는 필력은 벨라스케스의 장점이다.
후에, 프랜시스 베이컨이 이 초상화를 모티브로 한, 하나의 작품을 제작했다고 알려지고 있다.
그림의 규격은 141 cm × 119 cm이며, 현재 로마의 도리아 팜필리 미술관에 있다.

### 비너스의 단장, Rokeby Venus

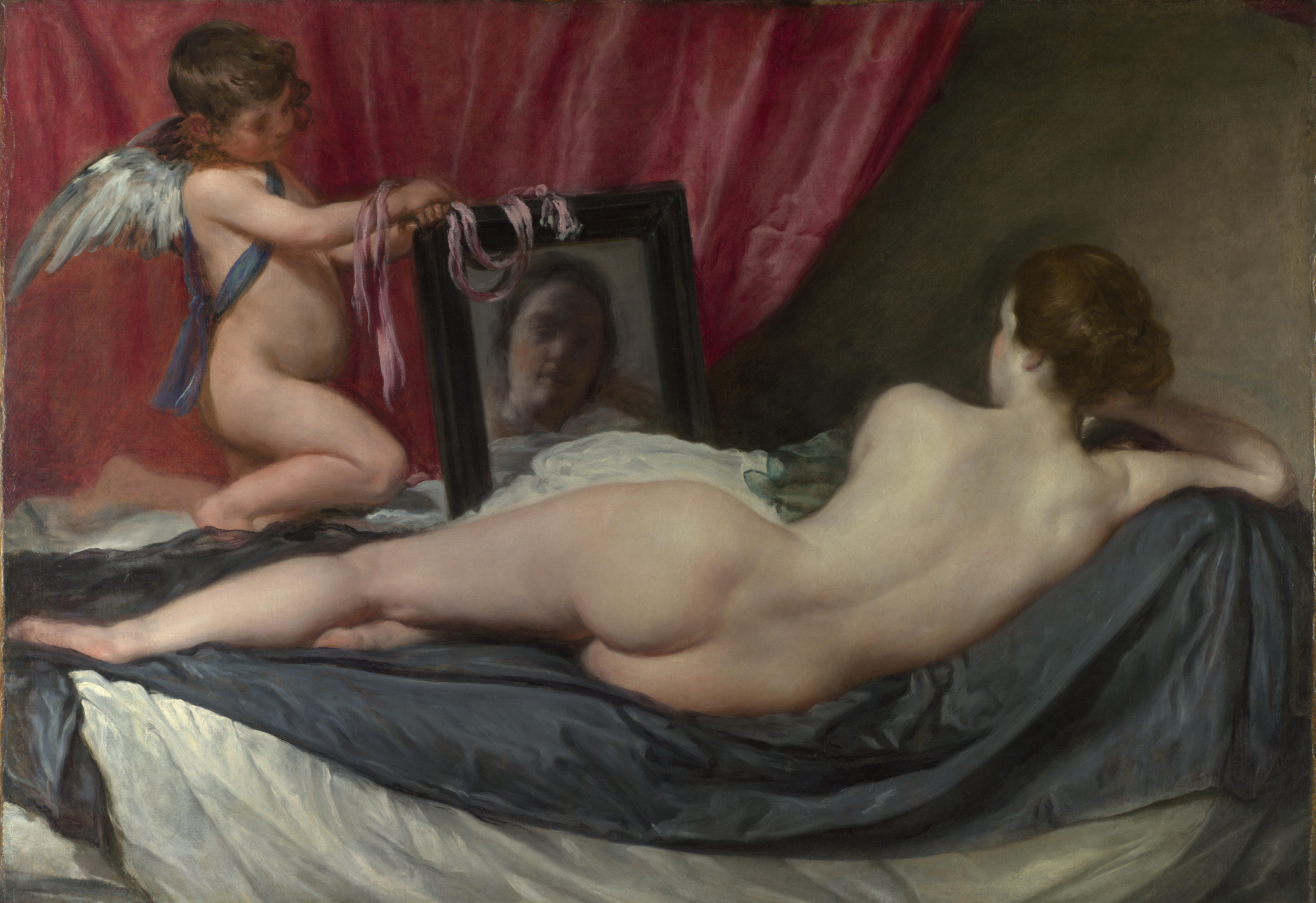
비너스의 단장(Rokeby Venus), 1647~1651년경

위의 ‘교황 인노첸시오 10세’와 같은 시기에 그려진 것으로, 가톨릭의 전통이 강한 당시의 스페인에서는 드문 벌거벗은 여자 그림이다. 1914년, 폭한에 의해 등 부분에서부터 엉덩이 부분까지 걸쳐서 7군데가 나이프로 손상을 입었다. 현재도 희미하게 복원의 흔적이 보인다. 
그림의 규격은 122 cm × 177 cm이며, 현재 영국의 내셔널 갤러리에 있다.

### 시녀들, Las Meninas

시녀들(Las Meninas), 1656년

펠리페 4세의 왕녀 마르가리타를 중심으로 시녀, 당시의 궁전에서 일하고 있던 소녀 등이 그려져 있고, 화면이 향해있는 왼쪽에는 거대한 캔버스 앞에서 제작 중인 벨라스케스 자신의 모습이 자랑스럽게 그려져 있다. 중심에 있는 왕녀 마르가리타를 포함해 그림 속의 인물은 감상하는 사람 쪽으로 시선이 향해져 있으며, 뭔가를 깨달아 순간적으로 동작을 멈춘 듯한 포즈로 그려져 있다. 그 '뭔가'는 그림 속의 벽에 그려져 있는 거울에 암시되어 있다. 이 작은 거울에 어렴풋이 비추는 것은 국왕 펠리페 4세 부부의 모습이며, 이 그림을 감상하는 사람의 위치에 서서 그림 속의 인물들을 보고 있는 사람은 국왕이다.
이 그림은 국왕의 여름의 집무소 사실에 걸려져 있었다고 전해진다. 그림 속의 벨라스케스의 검은 의상의 가슴부분에는 붉은 십자문장이 그려져있다. 이것은 산티아고 기사단의 문장으로 벨라스케스가 국왕의 특별한 조치로 기사단에 가입하게 되어, 귀족에 봉해진 1659년(벨라스케스가 죽기 1년 전)에 덧붙여 그려진 것이다.
그림의 규격은 318 cm × 276 cm이며, 현재 마드리드의 프라도 미술관에 있다.